# Drum interzis
Drum interzis (engleză: Wrong Turn) este un film de groază de acțiune american din 2003 regizat de Rob Schmidt după un scenariu de Alan B. McElroy. A fost filmat în Hamilton, Ontario, Canada și în rolurile principale interpretează actorii Desmond Harrington, Eliza Dushku, Emmanuelle Chriqui, Jeremy Sisto, Lindy Booth și Kevin Zegers. Este primul film al seriei omonine care conține trei continuări direct-to-DVD/Blu-ray și două prequels. Uneori filmul este criticat de cei care-l consideră ca fiind un plagiat după filmul de groază din 1977  The Hills Have Eyes. A avut premiera la 30 mai 2003 și este distribuit de 20th Century Fox. A fost produs de studiourile Summit Entertainment, Regency Enterprises și Constantin Film.

## Rezumat
În acest film, șase oameni sunt urmăriți de Saw Tooth (Dinte de Fierăstrău), Three Finger (Trei Degete) și One Eye (Un Ochi).
Chris Flynn (Desmond Harrington) este forțat să facă un ocol, după ce are loc o scurgere de substanțe chimice pe drumul pe care călătorește cu mașina. El face apoi un viraj greșit și se izbește de un alt autovehicul care a căzut deja victimă unei capcane pusă pe drum de familia de canibali. În timp ce caută ajutor grupul în care se află Chris Flynn descoperă o cabină aparținând celor trei criminali. Aceștia din urmă, ulterior, îi vânează și-i omoară unul câte unul.

## Actori
- Desmond Harrington este Chris Flynn
- Eliza Dushku este Jessie Burlingame
- Emmanuelle Chriqui este Carly
- Jeremy Sisto este Scott
- Kevin Zegers este Evan
- Lindy Booth este Francine
- Julian Richings este Three Finger
- Garry Robbins este Saw Tooth
- Ted Clark este One Eye
- Yvonne Gaudry este Halley Smith
- Joel Harris este Richard "Rich" Stoker
- David Huband este Trooper
- Wayne Robson este Old Man
- James Downing este Trucker